# Canalready
CanalReady ou Canal Ready est un label commercial de marque déposée par le groupe Canal+, lancé en juillet 2009. Cet agrément permet d'identifier les appareils de réception numérique dont la compatibilité est garantie par l'opérateur de chaînes payantes. Il est supprimé par le groupe Canal+ pour l'accès de ses chaînes payantes, à compter du 28 février 2019, pour tous les appareils antérieurement labellisés, le limitant uniquement au bouquet de la TNT sans abonnement par satellite TNT Sat.
Entre 2009 et 2012, le label CanalReady permet au groupe Canal+ de conserver le contrôle du marché des ventes de récepteurs numériques adaptés à ses offres payantes en France. À la même période, certains appareils non labellisés permettent d'accéder à l'offre de chaînes exploitant le contrôle d’accès du groupe Canal+. 
Les récepteurs labellisés CanalReady sont censés garantir la réception du bouquet sans abonnement TNTSAT, avec classement LCN conforme aux recommandations du CSA et un contrôle parental obligatoires. Jusqu'en 2012, un démodulateur satellite labellisé CanalReady fonctionne, soit pour Canalsat, soit pour TNTsat, en fonction de la carte d'accès introduite. L'impossibilité de souscrire un abonnement Canal+ ou Canalsat avec une carte seule est imposée en février 2019, rendant obligatoire la location d'un décodeur loué par Canal+. 

## Contexte historique
À partir des années 1980, il est possible de recevoir les chaînes terrestres nationales analogiques diffusées en clair par satellite. Cette diffusion à la norme 625 lignes et en standard couleur SECAM est principalement conçue notamment pour alimenter les émetteurs situés dans certaines zones mal couvertes ou pas desservies en télévision analogique terrestre, grâce aux satellites de génération Telecom 1 et Telecom 2,.
Depuis son lancement en 1984, la société Canal+ s'adapte aux formats en vigueur, comme le standard SECAM, la prise Peritel) ou encore la norme D2 Mac. 
Dans plusieurs pays européens, l'arrivée de la technologie numérique au milieu des années 1990 ainsi que le succès de la réception individuelle et collective par satellite permet la création d'offres ou bouquets payants ou en clair. 
À partir de l'utilisation de la télédiffusion numérique, l'opérateur impose à ses abonnés, une série de dispositifs et systèmes dits « propriétaires ». Ainsi, le risque pour le consommateur de voir se multiplier d'autres labels concurrents apparaissent avec TPS, AB sat, Orange TV, TV Numeric, Numericable, etc...
Après l'introduction de la télévision numérique terrestre en France le 31 mars 2005, les pouvoirs publics souhaitent résoudre une problématique affectant plusieurs millions de téléspectateurs potentiels.
L'article 6 de la loi no 2007-309 du 5 mars 2007, modifiant l'article 96 de la loi no 86-1067 du 30 septembre 1986, prévoit que 100 % de la population du territoire métropolitain doit avoir accès à la télévision numérique par voie terrestre, satellitaire ou via les réseaux câblés. Toutefois, en théorie un maximum de 95 % de la population pourrait alors être couvert par télédiffusion terrestre ; à la fois pour des critères de délais de déploiement et de coût de revient, la technologie satellite est donc la seule permettant de parvenir à satisfaire tous les foyers concernés,.
Devançant une initiative de ses concurrents, le groupe Canal+ lance le 7 juin 2007, l'offre TNT Sat, reprenant les 18 chaînes de la TNT en résolution standard (SD) via les satellites Astra 1 à 19,2° Est,. Cette stratégie lui permet d'exploiter le même type de décodeurs que ceux que cet opérateur de chaînes payante utilise déjà, lui offrant par ce biais, la possibilité de séduire plus facilement de nouveaux abonnés ainsi pré-équipés.
Le 8 avril 2009, l'opérateur français Eutelsat annonce le lancement en juin 2009 de l'offre concurrente Fransat, reprenant les 18 chaînes de la TNT, dont 4 en Haute Définition (TF1, France 2, M6 et Arte), sur le satellite Atlantic Bird 3 (renommé Eutelsat 5 West A en 2012) situé à 5° Ouest. Les signaux sont retransmis à partir du 19 juin 2009 (lancement technique) et la mise en vente des cartes est officiellement lancée le 22 juin 2009. Parallèlement, Eutelsat poursuit la diffusion des six chaînes de télévision historiques en analogique.
Le 17 octobre 2014, le fabricant français d'équipement satellite Aston attaque en justice le groupe Canal+, concernant l'abandon du label CanalReady. L'accusation met en évidence des « pratiques mises en œuvre par le groupe Canal+ » empêchant les consommateurs de choisir un autre décodeur que celui proposé par Canal+, s'apparentant à de la vente forcée ou assujettie.
Le 19 janvier 2017, Canal+ interrompt la diffusion des chaînes Bein Sports sur les décodeurs CanalReady. 
Le 13 novembre 2017, Canal+ cesse définitivement la diffusion des chaînes Bein Sports sur les décodeurs CanalReady.
Le 24 juillet 2018, après plusieurs actions en justice d'Aston, l'autorité de la concurrence contraint Canal+ à laisser le choix du décodeur pour la réception de ses programmes.
Le 17 août 2018 Canal+ annonce la fin de la diffusion des offres Canalsat et Canal+ sur les décodeurs CanalReady, à compter du 28 février 2019.

## Principes techniques et fonctionnement
Les téléviseurs datant d'après 2005 et certains récepteurs satellite disposent d'un accès conditionnel labellisé CanalReady, rendu possible grâce à une interface commune de type PC Card ou PCMCIA, sous la forme d'une cartouche à introduire et maintenir dans le récepteur, dans laquelle vient se loger la carte d'abonnement à microprocesseur, compatible avec l'offre payante.
Le label CanalReady concerne les équipements numériques pouvant être équipés d'une l'interface commune et son module CAM CI+ tels que :
- Téléviseur en seule réception terrestre à la norme DVB-T/DVB-T2.
- Récepteurs numériques terrestres ou adaptateurs TNT à la norme DVB-T/DVB-T2.
- Récepteurs ou téléviseurs compatibles avec la réception par satellite à la norme DVB-S/DVB-S2
- DVDscopes et enregistreurs BluRay en seule réception terrestre à la norme DVB-T/DVB-T2.
- Numériscopes et enregistreurs numériques à disque dur en seule réception terrestre à la norme DVB-T/DVB-T2.

## Stratégie marketing et risques pour le consommateur
Le label CanalReady permet à l'opérateur de se conformer aux recommandations de l'autorité concernant certaines pratiques commerciales interdites - telles que l'impossibilité d'acheter un récepteur satellite HD compatible, au lieu de le louer auprès de l'opérateur - tout en contrôlant ses abonnements dits avec carte seule.
Le groupe Canal+ limite les risques de voir ses concurrents actuels ou futurs choisir la concurrence non labellisée CanalReady et se placer dans une position de quasi-monopole contrôlé. 

## Contrôle d'accès propriétaire et anti-copie
À l'instar des dénominations TNT HD ou encore HDTV dont il s'inspire, ce label impose certaines configurations techniques comme en particulier, les spécifications relatives à la visualisation au format HDMI et à la protection anti-copie - voire jusqu'à interdire totalement l'enregistrement - des émissions diffusées par les chaînes à péage concernées et en particulier leurs programmes en TVHD.
Depuis le lancement des émissions payantes Haute Définition par satellite, le groupe Canal+ impose la location payante d'un récepteur spécifique aux abonnés souhaitant souscrire à une offre HD. De surcroît, l'éditeur commercialise une autre option qui déverrouille le système anti-enregistrement. Cette contrainte est toutefois abandonnée en 2011.
Le groupe Canal + ne propose pas de module CAM CI+ satellite pour téléviseurs multinormes, équipés spécifiquement d'un démodulateur satellite intégré, contrairement au label concurrent Viaccess de Fransat.

## Inconvénients et limites
Si la promotion de Canal Ready met l'accent sur la simplification théorique pour le public et valorise les aspects censés garantir la compatibilité des équipements, la stratégie marketing du groupe Canal+ pour ce label engendre certaines controverses. À la différence de l'universalité des normes et dispositifs déjà existants comme DVB, HDMI, Péritélévision, Multicrypt..., ce label restreint voire interdit de fait, les possibilités d'ajouter une offre payante concurrente à celles du groupe Canal+.
Principalement relayés par les associations de défense du consommateur et par la presse spécialisée, les détracteurs de ce label soulignent les limites et les problèmes soulevés par son adoption et sa mise en œuvre. Ces griefs portent sur :
- La dénomination CanalReady vient s'ajouter à de multiples labels existants (HDTV), ce qui rend plus confus le choix du consommateur.
- L'incompatibilité de la majorité des téléviseurs et équipements fabriqués antérieurement à l'année 2009
- L'incompatibilité avec les systèmes de contrôle d'accès concurrents
- Le risque d'incompatibilité avec certains équipements pourtant labellisés CanalReady
- Les limitations anti-copie voire l'impossibilité d'enregistrer des émissions, notamment en Haute Définition
- L'obligation d'équiper chaque récepteur, téléviseur, enregistreur... d'un dispositif et d'une carte d'abonnement
- Le surcoût d'abonnement, d'équipements, pour la location de la cartouche CI+) et des options à rajouter
- Impossibilité d'utiliser la carte d'un autre décodeur CanalReady, car appairage ou couplage forcé (anglais : Card pairing).